# Jean-Marie de Man d'Attenrode
 (février 2025).
Si vous disposez d'ouvrages ou d'articles de référence ou si vous connaissez des sites web de qualité traitant du thème abordé ici, merci de compléter l'article en donnant les références utiles à sa vérifiabilité et en les liant à la section « Notes et références ».
Jean Marie Joseph François de Paule de Man d'Attenrode en Wevere, né à Bruxelles le 16 juillet 1801 et mort à Hoeilaert le 23 mars 1879, est un homme politique belge.

## Fonctions et mandats
- Commissaire d'arrondissement de Saint-Nicolas : 1832-1835
- Membre de la Chambre des représentants de Belgique : 1833-1863
- Commissaire d'arrondissement de Louvain : 1835-1842
- Bourgmestre de Hoeilaart : 1854-1879
- Membre du Sénat belge : 1863-1879